# O zi de plăcere
O zi de plăcere (în engleză A Day's Pleasure) este un film american de comedie din 1919 produs, scris și regizat de Charlie Chaplin pentru First National Pictures. A fost turnat în Chaplin Studio. În alte roluri interpretează actorii Edna Purviance, Marion Feducha și Bob Kelly.

## Distribuție
- Charlie Chaplin - Father
- Edna Purviance - Mother

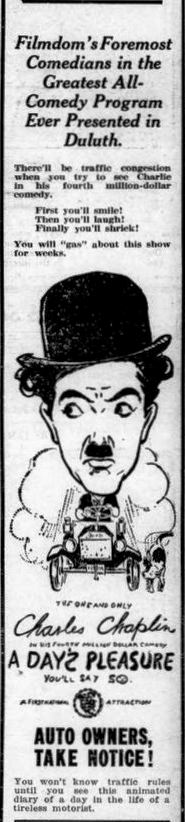

- Marion Feducha - Small Boy (nemenționat)
- Bob Kelly - Small Boy (nemenționat)
- Jackie Coogan - Smallest Boy (nemenționat)
- Tom Wilson - Large Husband (nemenționat)
- Babe London - His Seasick Wife (nemenționat)
- Henry Bergman - Captain, Man in Car and Heavy Policeman (nemenționat)
- Loyal Underwood - Angry Little Man in Street (nemenționat)